# 特種部隊支援群
特種部隊支援群（英語：Special Forces Support Group，簡稱：SFSG）是英國武裝部隊的一個特種部隊單位，為目前在英國特種部隊架構內最新的一支部隊。該單位創立於2006年4月3日，目的是要向特種空勤團（SAS）、特別舟艇隊（SBS）和特種偵察團（SRR）三支英軍特種部隊提供專業的步兵級兵力和其他支援。SFSG作為一個海陸空三軍的跨兵種單位，其主要兵源來自陸軍的傘降團第1營（1 PARA），其餘的隊員則來自皇家海軍陸戰隊和皇家空軍團。SFSG能夠透過陸上或空中進行部署，並向友軍提供額外的火力以協助他們執行任務。該部隊還負責扮演英國特種部隊選拔中SERE環節的狩獵部隊。此外，SFSG會透過值班輪換的方式在英國本土保留一個連隊協助SAS和SBS執行國內反恐任務。

## 部隊組成和選拔

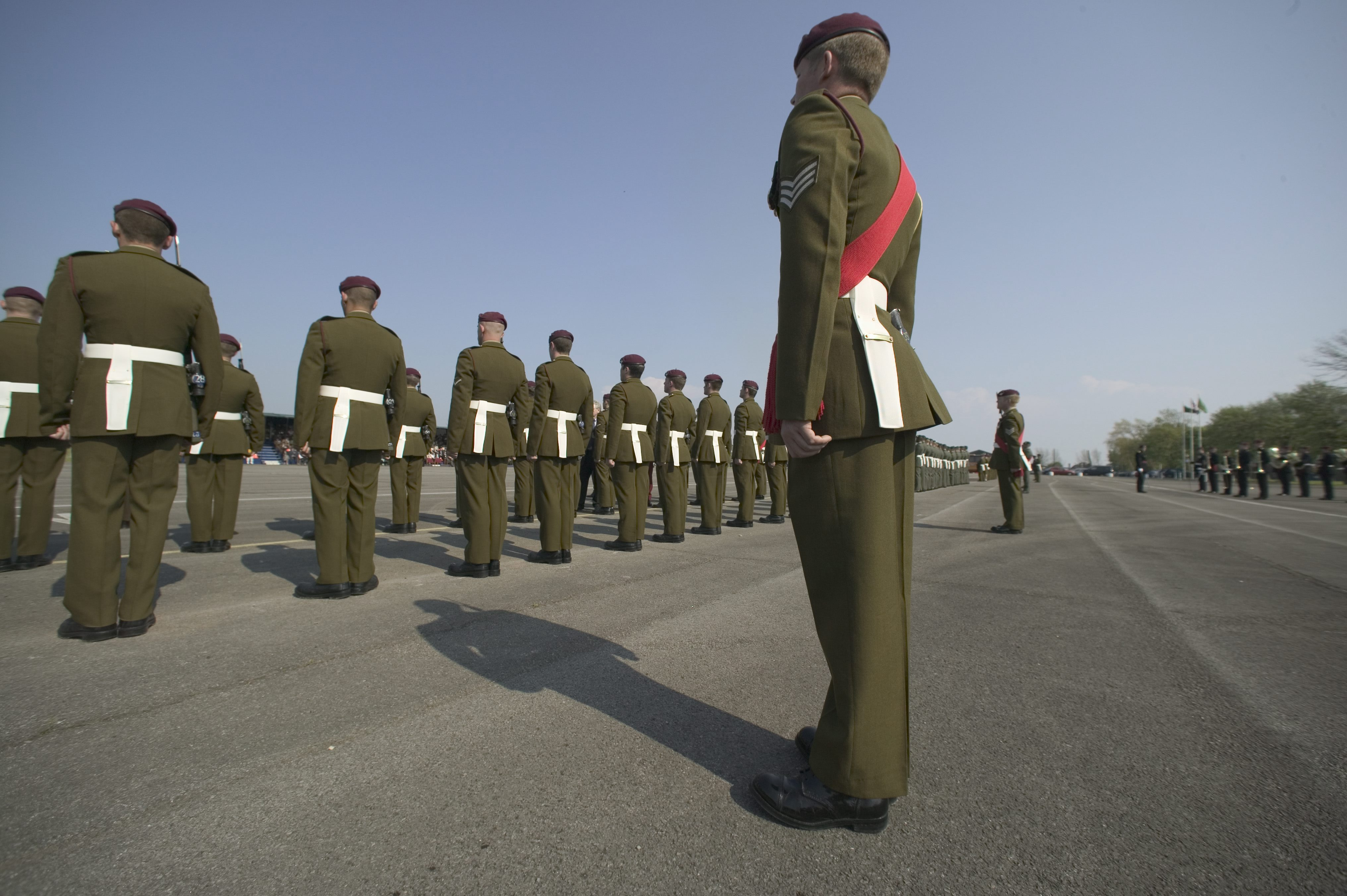
在聖阿森國防部基地進行就職儀式的SFSG士兵。攝於2006年5月11日

在托拉波拉戰役中，英軍出動了兩支特別舟艇隊中隊突襲基地組織的藏身地點。此役過後，英國軍方意識到其特種部隊需要一支步兵級別的部隊來提供額外的兵力來執行任務，故而創立了特種部隊支援群。
由於英國國防部不會對特種部隊的行動細節等資料進行評論，故外界很少掌握到有關SFSG的可靠消息。
早於巴拉斯行動期間，來自陸軍傘降團第1營的士兵與特別舟艇隊及特種空勤團D中隊執行聯合作戰，最終成功完成任務。
2004年12月，英國軍方宣佈將會在未來的軍隊架構中組建一支特種部隊的支援力量。最初，英軍參考了美國陸軍第75游騎兵團的概念，以望打造出一支由“游騎兵”組成的營級部隊。其後在2006年4月20日，時任國防大臣的約翰·里德在國會中正式宣佈成立SFSG。該部隊主要負責支援英軍特種部隊執行海外作戰任務和國內的反恐任務。其大部份隊員均來自英國陸軍傘降團、皇家海軍陸戰隊、陸軍突擊隊和皇家空軍團。所有選擇加入SFSG的步兵均已通過陸軍傘降團的P連訓練、皇家海軍陸戰隊突擊隊課程，或皇家空軍團的跳傘前選拔課程。其中皇家海軍陸戰隊和皇家空軍團的槍手是來自他們各自的軍團。

## 部隊架構
- 特種部隊支援群[11][12]
  - 總部
  - PJ總部 - SSOps隊伍
  - D（總部）連
    - 軍團管理辦公室
    - 軍需官
    - 軍團急救站
    - 伙食排
    - 汽車運輸排
    - 戰備聯隊
      - 通常訓練單位
      - 反恐單位
      - 運動訓練室
      - 應急單位

  - A連
  - B連
  - C連
  - F連
  - G連
    - 第1火力支援群
    - 第2火力支援群
    - 第3火力支援群
    - 第4火力支援群
    - 狙擊排

  - 支援連
    - 信號排
    - 迫擊炮排
    - 巡邏排[10]
    - 聯合戰術空中管理員（皇家空軍團）

皇家海軍陸戰隊組成部份在A、B和C連中各有約一個排級的兵力。皇家空軍團也向B連提供一個排級部隊，以及用作引導密接空中支援的前進空中管理員。支援連由負責使用迫擊炮、狙擊和巡邏的多個排所組成。巡邏排還會駕駛各種載具，包括豺狼裝甲車。
此外，皇家空軍團在SFSG長駐了一支防生化核部隊以提供相關方面的專業知識和能力。

## 已知裝備

### 個人武器

#### 突擊步槍／戰鬥步槍
| 武器名稱   | 原產地 | 備註         |
| ---------- | ------ | ------------ |
| L85A2      | 英国   | 已退役       |
| L22A2      | 英国   | -            |
| L119A1／A2 | 加拿大 | 現時主力步槍 |
| L100A1     | 德国   | 已退役       |

#### 狙擊步槍
| 武器名稱 | 原產地 | 備註 |
| -------- | ------ | ---- |
| L2A1     | 德国   | -    |

#### 輕機槍
| 武器名稱   | 原產地 | 備註 |
| ---------- | ------ | ---- |
| L110A1 SAW | 比利时 | -    |

#### 手槍
| 武器名稱       | 原產地 | 備註   |
| -------------- | ------ | ------ |
| L105A1／L106A1 | 德国   | 已退役 |
| L131A1         | 奥地利 | -      |
| L137A1         | 奥地利 | -      |

#### 霰彈槍
| 武器名稱 | 原產地 | 備註 |
| -------- | ------ | ---- |
| L74A1    | 美国   | -    |

### 個人裝備
- 作戰服
  -  DPM迷彩服（英语：Disruptive Pattern Material）（已退役）
  -  陸軍作戰服（通用迷彩樣式；已退役）
  -  Crye Precision G2 UKSF Custom／G3作戰服（Multicam樣式）
  -  多地形樣式（MTP）個人服裝系統
- 戰術頭盔
  -  Gentex TBH（已退役）
  -  Ops-Core FAST Maritime（Multicam塗裝）
- 攜板背心
  -  MSA Paraclete RAV／RMV（已退役）
  -  Crye Precision AVS（Multicam樣式）
- 抗噪耳機
  -  3M Peltor Comtac XPI
  -  Impact Sports
- 夜視儀
  -  AN/PVS-21
  -  AN/PVS-15
- 無線電
  -  AN/PRC-152（英语：AN/PRC-152）
- 迫擊炮

## 另見
- 英國特種部隊
- 第75游騎兵團